# S/2003 J 12
S/2003 J 12 je prirodni satelit planeta Jupiter, otkriven 2003. godine. Retrogradni nepravilni satelit s oko 1 kilometar u promjeru i orbitalnim periodom od 482.691 dana.